# 图蒙肯
图蒙肯（？—1641年），明末喀尔喀蒙古赛音诺颜部首领，第一个被授予赛音诺颜的人。他的祖父是格哷森札札赉尔，诺诺和第四子。他积极在漠北扶持黄教，被达赖四世云丹嘉措授予赛音诺颜称号。1617年，藏巴汗禁止黄教活佛转世，图蒙肯率军奉云丹嘉措灵柩与入藏，得到黄教领袖的赞扬。1641年，图蒙肯去世，四世班禅宣布以图蒙肯（昆都仑楚琥尔）的转世为札雅格根（札雅班智达）活佛系统。
图蒙肯十三子：
- 长子卓特巴，号车臣诺颜，为札萨克辅国公托多额尔德尼、诺尔布扎布、台吉图巴三旗祖
- 次子丹津喇嘛，号诺扪汗，为札萨克亲王善巴、辅国公旺舒克、车凌达什、台吉齐旺多尔济、素达尼、多尔济六旗祖
- 三子车凌，四子罗雅克，皆无嗣
- 五子济雅克，号伟徵诺颜，为札萨克辅国公阿玉什一旗祖
- 六子扎木本，其番不列札萨克
- 七子察斯喜布，号昆都棱，为札萨克台吉伊达木、纳木扎勒二旗祖
- 八子丹津，号班珠尔，为札萨克超勇亲王策棱子亲王成衮扎布、郡王车布登扎布二旗祖
- 九子毕玛里吉哩谛，号巴图尔额尔德尼诺颜，为札萨克台吉丹津额尔德尼一旗祖
- 十子锡纳喇克萨特，号珲台吉，为札萨克台吉阿哩雅、萨木济特二旗祖
- 十一子桑噶尔扎，号伊勒登和硕齐，为札萨克台吉沙噜伊勒都齐一旗祖
- 十二子扣肯，号巴扎尔，为札萨克台吉济纳弥达一旗祖
- 十三子衮布，号昆都伦博硕克图，授札萨克郡王，后袭贝勒，其曾孙额墨根，授札萨克台吉，又自为一旗